# 東山白塔
東山白塔位於四川省宜賓市城東，又名東雁塔，位於江北岸的東山（又名登高山）上，建於明代隆慶年間。文物遺址年代判定為明、清。2002年12月27日公佈為四川省第六批省級文物保護單位。